# Khmers rojos

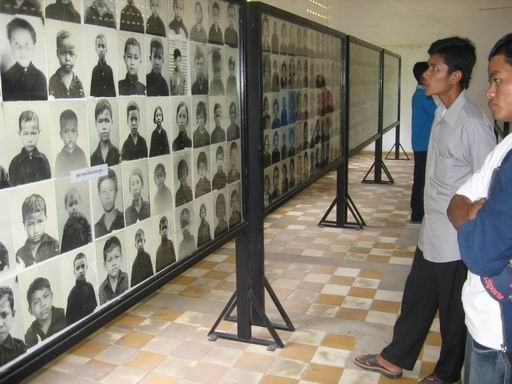
Memorial als infants morts durant el règim dels Khmers rojos

El khmers rojos, o el khmer roig (en khmer: ខ្មែរក្រហម, Khmêr Krâhâm [kʰmae krɑːhɑːm]; en francès: [kmɛʁ ʁuʒ]), va ser un moviment guerriller del partit comunista de la Kamputxea Democràtica (actualment Cambodja). Tenien el seu origen en el Partit Comunista d'Indoxina fundat l'any 1930. En un principi els khmers rojos lluitaven contra el príncep Norodom Sihanuk, però quan aquest monarca fou víctima d'un cop d'estat el 1970, s'hi aliaren (fins al 1976).

## Constitució
L'exèrcit dels khmers rojos es va construir lentament a les selves de l'est de Cambodja durant la dècada del 1960, amb el suport de l'Exèrcit Popular del Vietnam, el Front Nacional d'Alliberament del Vietnam (Viet Cong), el Pathet Lao i el Partit Comunista Xinès. Encara que originalment va lluitar contra el príncep Norodom Sihanuk, els khmers rojos van canviar la seva posició i van donar suport a Sihanouk seguint els consells del PCX després que fos enderrocat per Lon Nol en un cop d'estat en 1970 que va establir la República Khmer pro-americana.

## Ideologia econòmica
La política econòmica dels khmers rojos, basada en gran manera en els plans de Khieu Samphan, es va centrar en l'assoliment de l'autosuficiència nacional mitjançant una fase inicial de col·lectivisme agrícola, utilitzat com a via per aconseguir una ràpida transformació social i un desenvolupament industrial i tecnològic sense l'ajuda de potències estrangeres, un procés que el partit va caracteritzar com un Super Gran Salt Endavant. Pol Pot va influir fortament en la propagació de la política d'autarquia, i havia quedat impressionat per la vida autosuficient de les tribus muntanyenques de Cambodja, que el partit creia que era una forma de comunisme primitiu. La teoria dels khmers rojos va desenvolupar el concepte que la nació hauria de prendre l'agricultura com el factor bàsic i utilitzar els fruits de l'agricultura per construir la indústria i crear una societat comunista completa sense perdre el temps en els passos intermedis.

## Els khmers rojos al poder
L'any 1975, amb l'ajut del Vietnam, després de l'evacuació de la capital, enderrocaren la dictadura militar de la República Khmer. Dirigits per Pol Pot, el líder del Partit Comunista de Kamputxea, els khmers rojos instauraren la República de Kamputxea Democràtica, un règim de terror que en quatre anys va assassinar prop de dos milions de persones. Van emprar nenes soldat. Des del 1975 fins al 1979 van morir a Cambodja gairebé dos milions de persones sota el règim dels Khmers rojos, amb uns líders que van portar a terme una dràstica política de reubicació de la població dels principals centres urbans. Els mitjans utilitzats van incloure l'extermini dels intel·lectuals i altres enemics burgesos. L'escriptor i filòsof francès Bernard-Henri Lévy descrivia així el pensament que imperava en els líders de l'última revolució comunista, els Khmers rojos:
"Aquesta vegada no deixarem res a l'atzar. La sexualitat? Es reglamentarà la sexualitat. La llengua? N'inventarem una de nova. Els llibres, les biblioteques? Oblidem-les, cremem-ho tot. La mateixa memòria és una maledicció. Aviat passarem comptes, els intel·lectuals aniran al camp i les ciutats seran traslladades".
El seu desig de convertir en realitat la utopia rural sorgida d'un imaginari influenciat en l'extrem per les tesis més radicals del maoisme va portar Cambodja fins als límits de la raó amb la mort d'1,7 milions de persones en només quatre anys, en un dels pitjors genocidis del segle xx. La invasió del Vietnam va posar fi a aquella barbàrie l'any 1979, i van establir el govern de la República Popular de Kamputxea. Els khmers rojos, l'any 1979, tornaren a fer una guerra de guerrilles, però aquesta vegada contra les forces vietnamites.

## Judicis posteriors

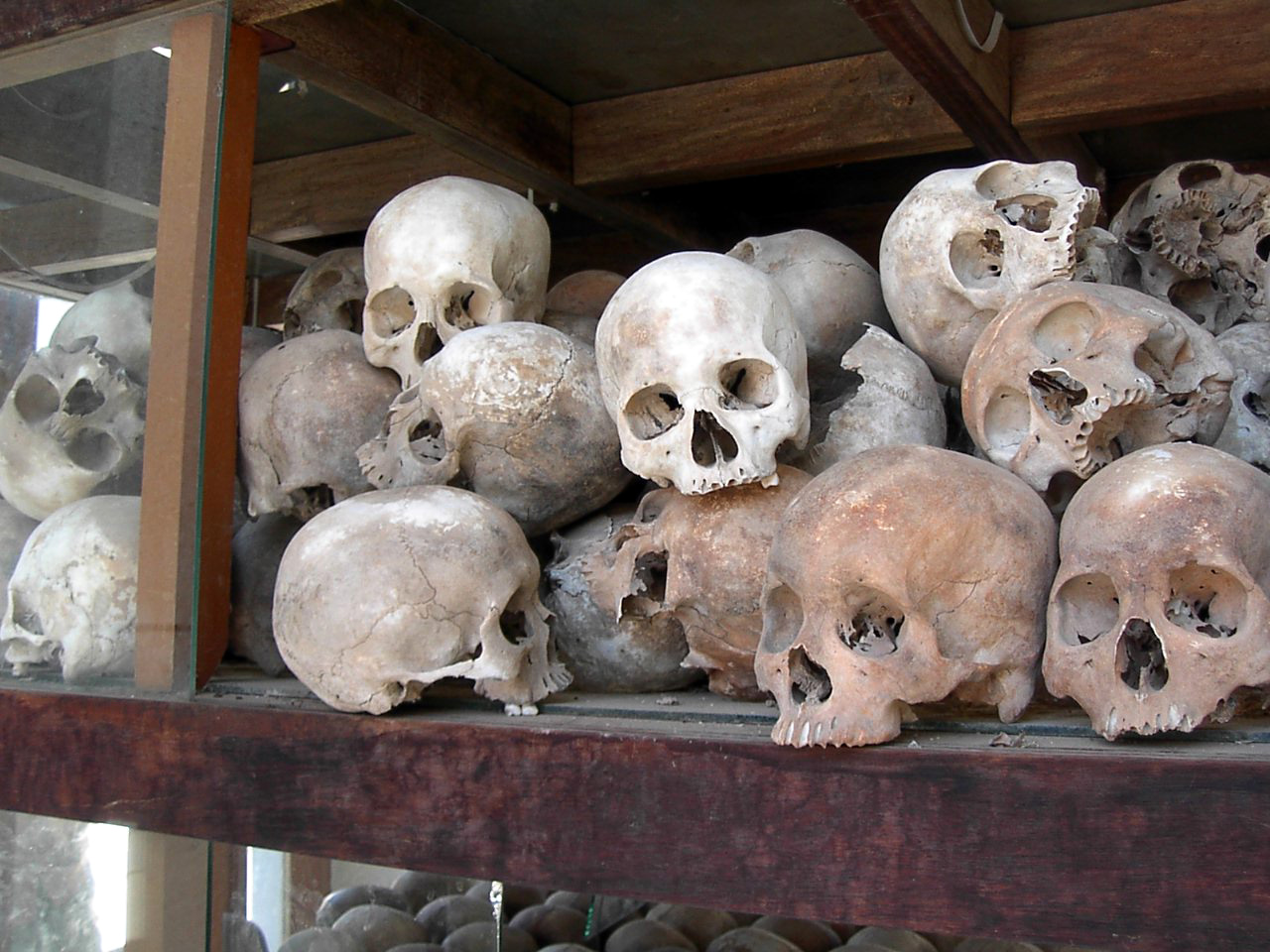
Cranis de víctimes del règim conservats en el principal lloc de les fosses comunes.

El 2009, els responsables d'aquell règim -els pocs que van sobreviure al pas del temps- van començar a ser jutjats. Així el torturador en cap dels Khmers rojos, Kiang Guek Eav, àlies Duch, ha esdevingut el primer dirigent del règim de Pol Pot que fa front a un judici. Duch, excomandant de l'infame centre de tortures Tuol Sleng (S-21), un dels principals camps de la mort, va ser acusat de crims de guerra i crims contra la humanitat per la mort de prop de 14.000 "enemics de la revolució", torturats i assassinats a la presó. Una xifra que amaga intel·lectuals, monjos, opositors i, fins i tot, nens. El cap dels torturadors del règim khmer és un dels únics cinc líders supervivents del règim detinguts i acusats pel tribunal cambotjà sota els auspicis de les Nacions Unides. Duch va confessar les atrocitats comeses a mitjans de la dècada dels setanta i ha arribat a demanar el perdó de les seves víctimes.
El febrer de 2008, el carceller del genocidi khmer era conduït pels magistrats del tribunal cambotjà a les instal·lacions de l'antic centre de tortures que va dirigir amb mà de ferro i convertit avui en un museu. Duch va arribar a plorar per les víctimes durant la visita.
Duch va ser arrestat el 1999 per les autoritats cambodjanes i va ser el primer dirigent khmer a ser transferit, l'any 2007, al tribunal especial de Phnom Penh. Exclosa la pena de mort pels magistrats, el cap dels torturadors s'enfrontà a una possible condemna a cadena perpètua. Quatre dirigents més, d'edats compreses entre els 76 i els 83 anys, tots ells amb un perfil més polític i de més rang que el carceller Duch, seran jutjats també pel tribunal sota els auspicis de l'ONU, instaurat amb moltes dificultats després de deu anys de negociacions entre l'òrgan internacional i el govern de Hun Sen. Els intents dels líders khmers supervivents d'evitar el judici no van fer més que ajornar-ne l'inici.
El 2010 un tribunal de Cambodja condemnà a Kaing Guek Eav, conegut com al Duch, a 35 anys de presó.
L'agost de 2014 un tribunal penal internacional va dictar la primera sentència contra el règim de Pol Pot, condemnant Khieu Samphan i Nuon Chea a cadena perpètua.